# Luciogobius guttatus
Luciogobius guttatus es una especie de peces de la familia de los Gobiidae en el orden de los Perciformes.

## Morfología
Los machos pueden llegar a alcanzar los 9.5 cm de longitud total.

## Distribución geográfica
Se encuentra en la China, la Península de Corea, el Japón, Hong Kong e Islas Kuriles.

## Observaciones
Es inofensivo para los humanos.